# Alcirona krebsii
Alcirona krebsii là một loài chân đều trong họ Corallanidae. Loài này được Hansen miêu tả khoa học năm 1890.